# Stazione di Sannicandro di Bari
La stazione di Sannicandro di Bari è la stazione ferroviaria principale della città di Sannicandro di Bari, in provincia di Bari, attualmente senza traffico (non effettuano fermata nessun regionale o altra categoria di treno). Attualmente nella stazione sono in ricovero macchinari per manutenzione della linea e sono in corso lavori di rifacimento del piano binari e della stazione.